# Палочкохвост
Палочкохвост (лат. Stylephorus chordatus) — вид лучепёрых рыб из монотипического семейства палочкохвостых (Stylephoridae), которое выделили в монотипический отряд палочкохвостообразных (Stylephoriformes). Распространены в тропических и субтропических водах всех океанов. Батипелагические рыбы, обитающие над материковым склоном на глубине от 300 до 800 м.

## Описание

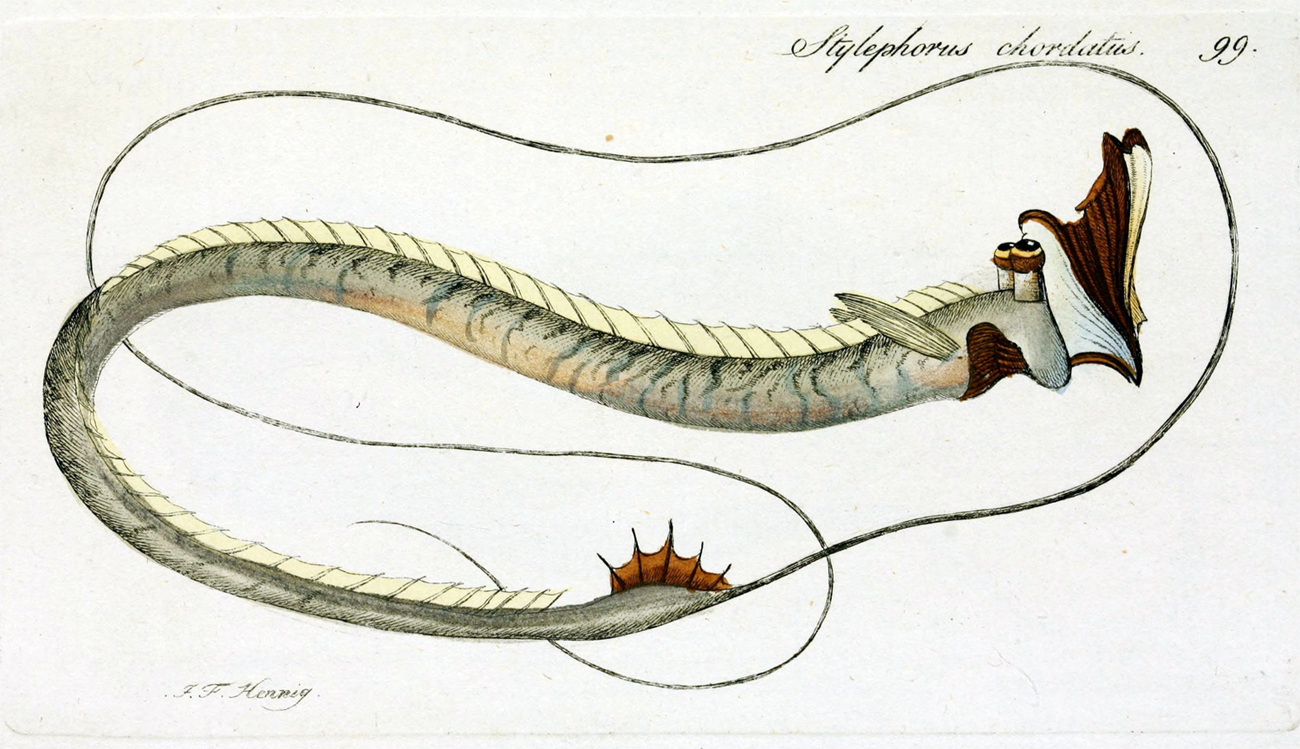

Тело лентовидное. Спинной плавник начинается на затылке, простирается вдоль всего тела и достигает хвостового стебля. В спинном плавнике 110—124 мягких лучей. В коротком анальном плавнике 14—16 лучей. Грудные плавники с 10—11 лучами. Брюшные плавники редуцированы до 1 луча. Хвостовой плавник разделён на две лопасти: верхняя с 5 лучами, а нижняя с двумя очень длинными лучами. Глаза большие и телескопические, направлены вперёд или вверх. Рот маленький, выдвижной. Зубы мелкие. Плавательного пузыря нет.
Максимальная длина тела 28 см.

## Биология
Плавают в вертикальном положении головой вверх.
Питаются зоопланктоном, преимущественно копеподами.
Обладают уникальным механизмом питания.
Отрицательное давление создаётся увеличением объёма перепончатого мешка, который соединяет череп с удлинённым трубчатым ртом. Объём по сравнению с закрытой ротовой полостью увеличивается в 38 раз. Значительное и быстрое увеличение объёма обеспечивает возрастание скорости протока воды в ротовую полость и эффективное всасывание кормовых организмов.